# South Kirkby and Moorthorpe
South Kirkby and Moorthorpe – civil parish w Anglii, w hrabstwie ceremonialnym West Yorkshire, w dystrykcie metropolitalnym Wakefield. Leży 28 km na południowy wschód od miasta Leeds i 245 km na północ od Londynu.